# Michael A. Jackson
Michael Anthony Jackson (Birmingham, 1936. február 16. –) angol informatikus és független informatikai tanácsadó Londonban, valamint vendégkutató az angliai Open Universityn.

## Életrajz
Birminghamben született, szülei Montagu M. Jackson és Bertha (Green) Jackson. Jackson Harrowban a Harrow Schoolban tanult, Londonban. Christopher Stratchey volt az egyik tanára, akinek támogatásával megírta első programját. 1950-től 1958-ig klasszikusokat tanulmányozott a Merton Főiskolán, Oxfordban. Egyik barátja volt a két évvel idősebb C. A. R. Hoare. Mindketten érdeklődtek a logika iránt, amit a klasszikusok tanulmányozásának részeként tanítottak Oxfordban.  
Az 1960-es diplomája után mérnökinformatikusként és tanácsadóként kezdett el dolgozni a Maxvell Stamp Associatesnek Londonban. Itt tervezte, írta és tesztelte első programjait assemblyben, IBM és Honeywell gépekre. Jackson megtalálta a hivatását, ahogy 2000-ben visszaemlékezett: „Habár elővigyázatos tervező – aprólékos folyamatábrákat rajzoltam kódolás előtt – és lelkiismeretes tesztelő voltam, rájöttem, hogy a programozás nehéz volt, és az eredmény nagy eséllyel téves...” Az információs rendszerek tervezésének nagy szüksége volt egy szervezett megközelítésre. 
1964-ben Jackson csatlakozott egy új tanácsadó céghez, a John Hoskyns and Companyhez, Londonban. 1971-ben megalapította a saját cégét Michael Jackson Systems Limited néven. Az 1960-as években egy „megbízhatóbb és szisztematikusabb programozási módszer” után kezdett el kutatni. Hozzájárult a feltörekvő moduláris programozás megmozduláshoz, így találkozott Larry Constantine-el, George H. Mealy-vel és még másokkal egy 1968-as szimpóziumon. Az 1970-es években Jackson kifejlesztette a Jackson Structured Programminget (JSP). Az 1980-as években John Cameronnal kifejlesztette a Jackson System Developmentet (JSD). Ezután az 1990-es években kifejlesztette a Problem Frames Approachot.  
Másodállású kutatóként az AT&T Labs Researchnél Pamela Zave-vel létrehozta a megosztott funkciójú elrendezést (Distributed Feature Composition), egy virtuális szerkezetet a telekommunikációs szolgáltatások részletezésére és implementációjára.  
Jackson 1997-ben szoftverfejlesztési módszerekre Stevens-díjat kapott.
1961-ben elvette Judith Wendy Blackburnt. Négy fiuk született, akik közül Daniel szintén informatikus az MIT-n.

## Munkássága
Jackson számos módszert dolgozott ki. Mindegyik módszer egy szélesebb területet fed le, mint az előző, és olyan ötletekre épül, amelyek már megjelentek, de az előzőkben még nem voltak teljesen kidolgozottak. A könyveit sorrendben olvasva láthatjuk gondolkodásmódjának fejlődését.  

### Jackson Structured Programming
A Jackson Structured Programming (JSP) volt az első szoftverfejlesztési módszer, amit Jackson fejlesztett. Ez egy programtervezési módszer, amit a  Programtervezés alapjai nevű könyvében írt körül. A JSP különálló programok tervezését fedi le, nem pedig rendszerekét.

### Jackson System Development
A Jackson System Development (JSD) volt a második szoftverfejlesztési módszer, amit Jackson kifejlesztett. A JSD egy szoftverfejlesztési módszer nemcsak különálló programokra, hanem teljes rendszerekre. A JSD-t legjobban információs rendszereken lehet alkalmazni, de könnyen  kiterjeszthető valós idejű beágyazott rendszerek fejlesztésére is. A JSD-t a Rendszerfejlesztés című könyvében fejtette ki.

### Problem Frames Approach
A Problem Frames Approach volt a harmadik rendszerfejlesztési módszer, amit Jackson kifejlesztett. Mindenféle szoftverek különböző aspektusú fejlesztésére koncentrál, nem csak az információs rendszerekre. Először a Szoftverkövetelmények és specifikációk nevű könyvében jelent meg, majd később a Problémakeretek nevű könyvében fejtette ki jobban. A Problémakeretek Használata és Fejlesztése néven rendezett első nemzetközi szakmai találkozót az ICSE’04 keretében tartották meg Skóciában, Edinburghben.

## Publikációi
Könyvei: 
- 1975. A programtervezés alapelvei ISBN 0-12-379050-6
- 1983. Rendszerfejlesztés ISBN 0-13-880328-5
- 1995. Szoftverkövetelmények és specifikációk ISBN 0-201-87712-0
- 1997. Üzleti folyamatok végrehajtása
- 2001. Probléma keretek: szoftverfejlesztési problémák elemzése és strukturálása ISBN 0-201-59627-X

Sok esszéjét és kutatási dokumentációját összegyűjtötték a következő könyvben:  
- 2010. Szoftverkövetelmények és szoftvertervezés: Michael Jackson, szerk. Bashar Nuseibeh és Pamela Zave. ISBN   978-0-557-44467-0

## Fordítás
- Ez a szócikk részben vagy egészben  a   Michael A. Jackson című angol Wikipédia-szócikk ezen változatának fordításán alapul.  Az eredeti cikk szerkesztőit annak laptörténete sorolja fel. Ez a jelzés csupán a megfogalmazás eredetét és a szerzői jogokat jelzi, nem szolgál a cikkben szereplő információk forrásmegjelöléseként.